# Avraam Fyodorovich Lopukhin
Avraam Fyodorovich Lopukhin (en ruso: Авраам Фёдорович Лопухин; † 8 de diciembrejul./ 19 de diciembre de 1718greg.  en San Petersburgo) fue un príncipe ruso.

## Vida
Lopukhin, hijo del príncipe boyardo Illarion Avramovich Lopukhin y hermano de la zarina Eudoxia Fiódorovna, fue uno de los 50 nobles que fueron enviados a Italia por el zar Pedro I en 1697 para estudiar construcción naval.
Después de su regreso, Lopukhin se volvió cada vez más importante a lo largo de los años, especialmente para las antiguas familias nobles que eran hostiles a Pedro I y esperaban al zarévich Alejo Petróvich Románov. Se formó un círculo secreto de nobles en torno a Alejo, que ejerció influencia sobre Lopukhin. En el otoño de 1716, Alejo huyó al extranjero.
A principios de 1718, Alejo logró regresar a Moscú. En febrero de 1718, Grigori Grigorjewitsch Skornjakow-Pissarew del Regimiento de Salvavidas Preobrazhensky llegó al Convento Pokrovsky en Suzdal, donde la zarina Yevdokia Fyodorovna estaba exiliada bajo la supervisión del suegro de Lopukhin, Fyodor Romodanovsky. Cuando se registró la celda, se encontraron cartas de Lopukhin y otros, de las que se informó inmediatamente al zar con referencia a las detenciones necesarias. Lopukhin fue acusado de mantener correspondencia secreta con Yevdokiya Fyodorovna y de conocer y apoyar la fuga de Alejo. Durante el primer interrogatorio, Lopukhin confesó nada. Fyodor Zhuravsky, cantante del coro Maria Alexeyevna (hija del ex zar Alejo I de Rusia y media hermana de Pedro I) afirmó que Lopukhin discutía con María Alexeyevna sobre los problemas de la gente y mantenía correspondencia sobre Alejo. Después de nuevos interrogatorios y 15 palizas, Lopukhin confesó como los demás y admitió que había deseado la muerte del zar y la entronización del zarévich. 
Lopukhin fue llevado a San Petersburgo y encarcelado en la fortaleza de Pedro y Pablo. Siguieron más interrogatorios y torturas. En noviembre de 1718, el Senado condenó a muerte a Lopukhin. En diciembre de 1718, Lopukhin y cuatro de los sirvientes de Alexei fueron ejecutados. La cabeza de Lopukhin estuvo expuesta al público hasta marzo de 1719. Luego Lopukhin fue enterrado en el monasterio Andronikov de Moscú.  Estuvo casado dos veces y dejó dos hijos.